# Carla Rueda
Carla Rueda (ur. 19 kwietnia 1990 w Chincha Alta) – peruwiańska siatkarka, grająca na pozycji atakująca.

## Sukcesy klubowe
Mistrzostwo Peru:
- 2011

Superpuchar Francji:
- 2017

## Sukcesy reprezentacyjne
Mistrzostwa Ameryki Południowej:
- 2007
- 2009, 2011, 2017

Puchar Panamerykański:
- 2010

Puchar Panamerykański U-23:
- 2012